# Кобаяси, Мари
Мари Кобаяси (яп. 小林 万里 Кобаяси Мари, фр. Marie Kobayashi) — японская и французская певица

 (меццо-сопрано), музыковед

, с 1982 живёт во Франции.

## Биография
Училась в Национальном университете изобразительных искусств и музыки в Токио, защитила диплом по творчеству Оливье Мессиана. В Париже занималась в классах Режин Креспен, Уильяма Кристи. Снималась в кино.
С 2004 преподает в Национальной консерватории Страсбурга.

## Репертуар
Репертуар Мари Кобаяси очень широк — от барокко (Вивальди, Моцарт) до классики XX века (Малер, Берг, Стравинский) и современных композиторов (Булез, Бёртуистл, Вольфганг Рим, Лучано Берио, Тосио Хосокава, Софи Лаказ, Габриэль Вальверде, Пётр Мосс, Брюно Куле, Жерар Гаспарян и др.). Выступает с Ensemble Intercontemporain, работает с такими дирижёрами, как Филипп Херревеге, Петер Этвёш, Пьер Булез, Мстислав Ростропович, Жан Кристоф Спинози и др.

## Признание
Лауреат многочисленных французских и международных конкурсов и премий.